# 豊乗寺
豊乗寺（ぶじょうじ）は鳥取県八頭郡智頭町にある高野山真言宗の密教寺院。山号は宇谷山。本尊は阿弥陀如来。平安時代の嘉祥年間（845年～851年）、空海の法弟である真雅による開基と伝えられる。
かつて6つの僧坊を含む大伽藍を有していたが天正年間の兵火によって全て失われた。現在の本堂（阿弥陀堂、1685年築）や茅葺きの大師堂などは江戸時代中期の建築である。
平安仏画の代表作の1つである国宝「絹本著色普賢菩薩像」など多くの文化財を有する寺として知られている。

## 文化財
国宝
- 絹本著色普賢菩薩像　平安時代後期（東京国立博物館に寄託）

重要文化財（国指定）
- 絹本著色楊柳観音像（東京国立博物館に寄託）
- 木造毘沙門天立像

鳥取県指定文化財
- 大師堂 - 保護文化財、天明2年（1782年）築、草葺
- 山門 - 保護文化財、延享元年（1744年）築
- 「豊乗寺の大杉」 - 天然記念物

智頭町指定文化財
- 「豊乗寺の仏画」：絹本著色十二天像（鳥取県立博物館寄託）、紙本版彩色十二天像、絹本著色不動明王像、絹本著色愛染明王像、絹本著色釈迦三尊十羅刹女図、絹本著色真言八祖像

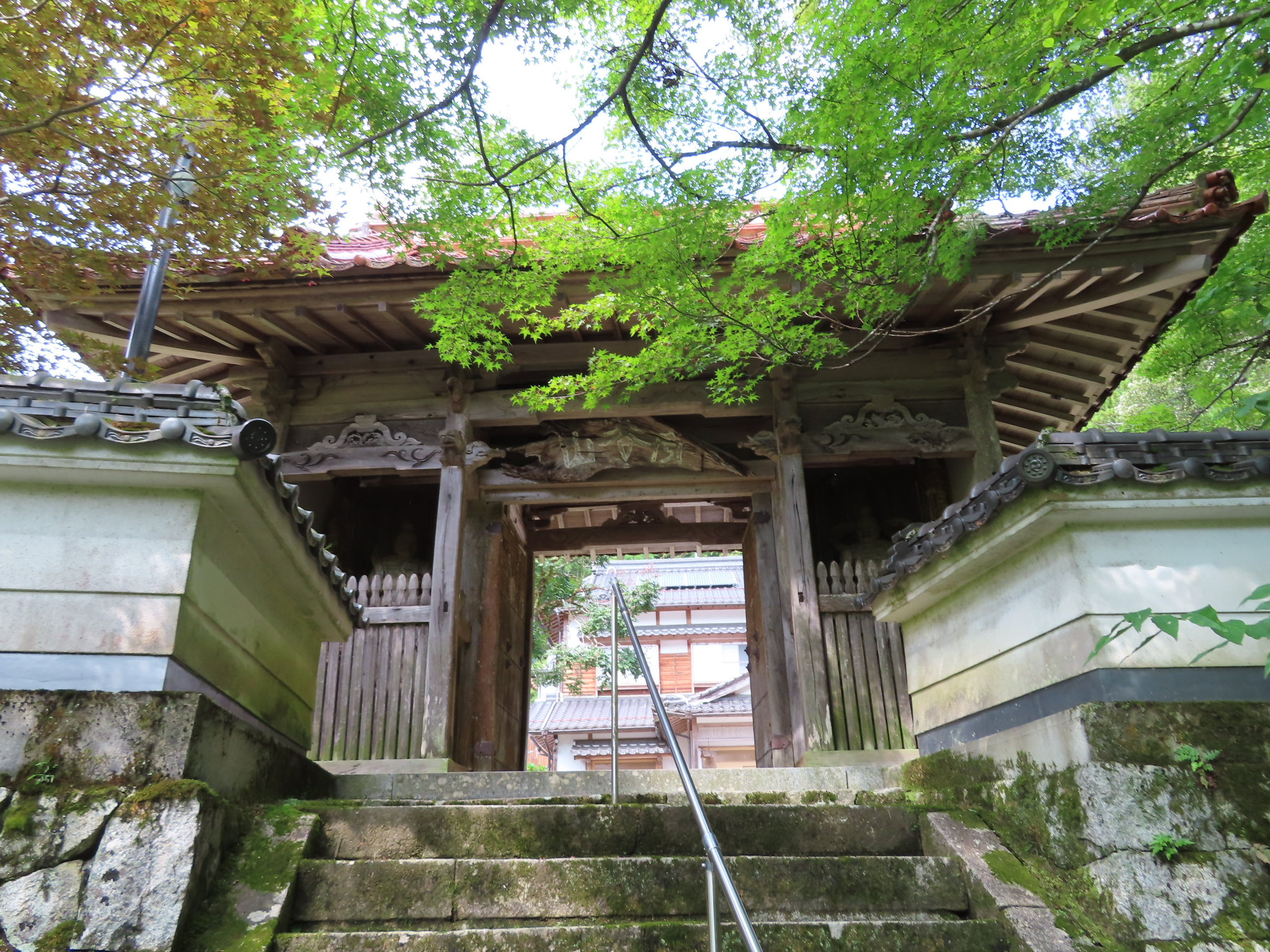
山門
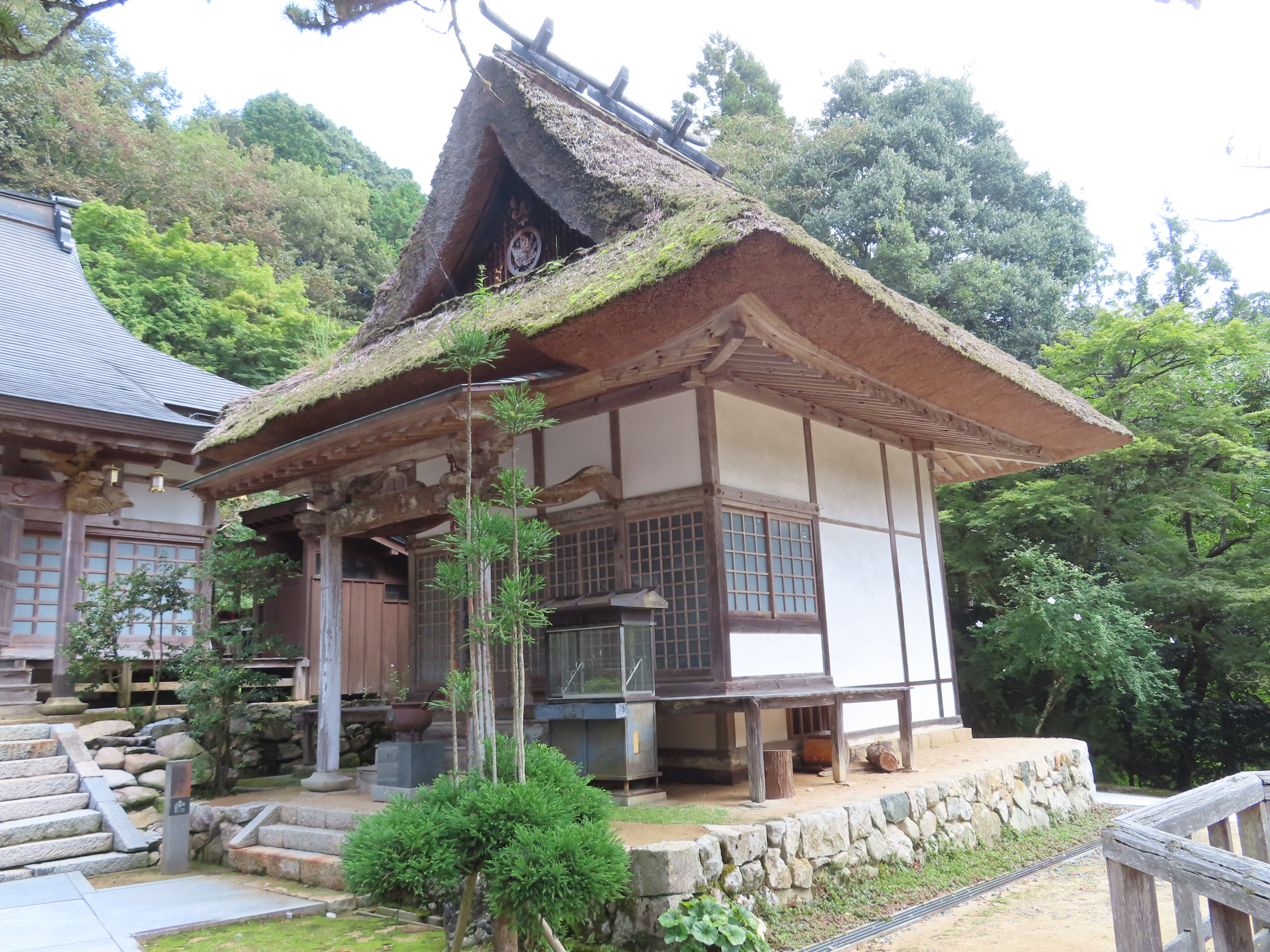
大師堂
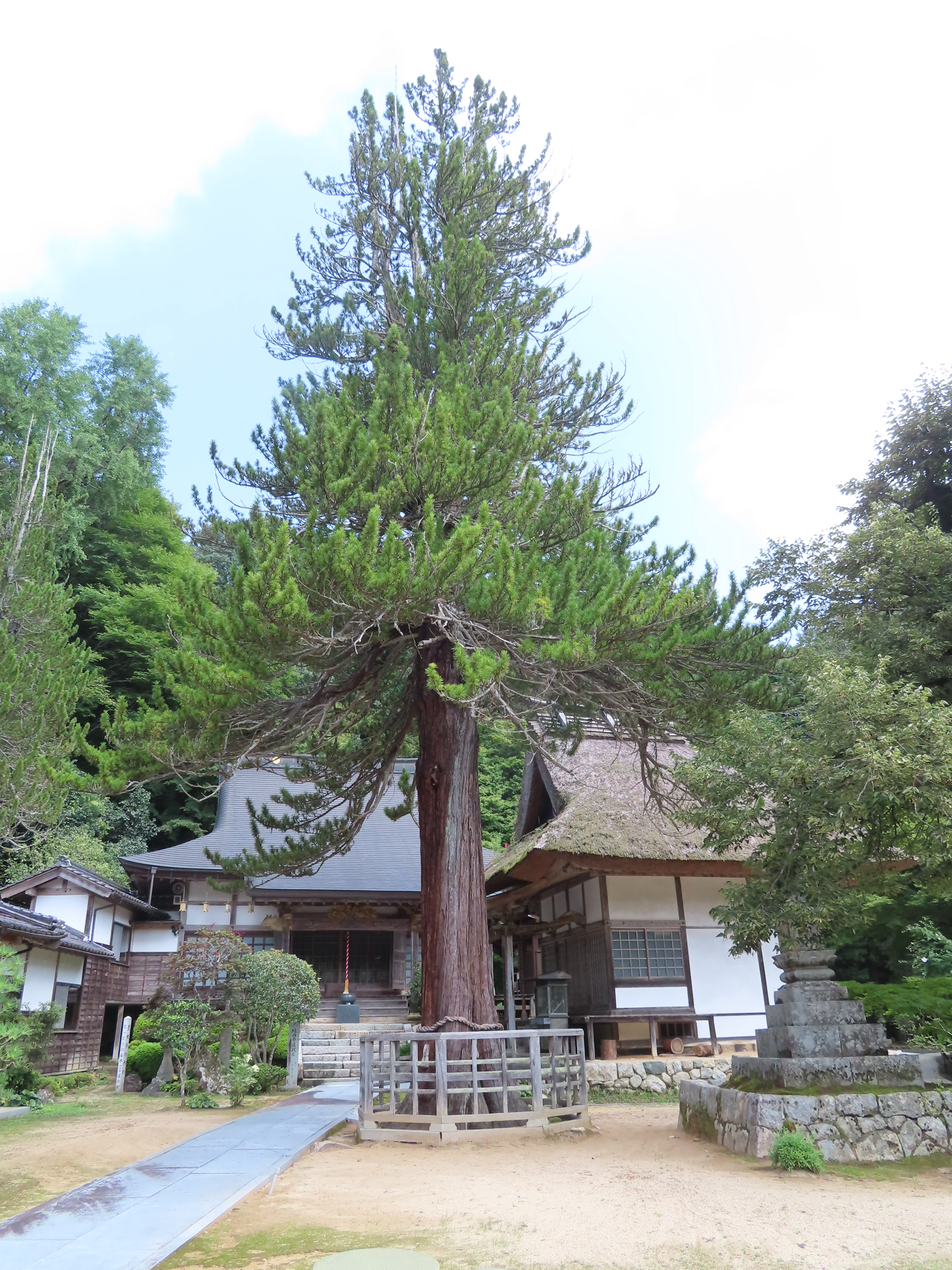
大杉

## 交通アクセス
- 智頭急行 またはJR 因美線、 智頭駅 から智頭町民すぎっ子バス波多・宇波行きで10分、豊乗寺前下車すぐ（但し、2006年1月1日より土曜は2往復のみ、休日は全便運休となったため、注意が必要。）。

## 周辺
- 智頭宿
- 板井原集落
- 芦津渓谷